# Marcel Fobert
 (juillet 2010).
Si vous disposez d'ouvrages ou d'articles de référence ou si vous connaissez des sites web de qualité traitant du thème abordé ici, merci de compléter l'article en donnant les références utiles à sa vérifiabilité et en les liant à la section « Notes et références ».
Marcel Fobert est un auteur compositeur producteur et remixeur français né le 25 mars 1958 à Lille. Il connut le succès en 1984 avec le titre Rap folie qu'il interprète en compagnie du folie club.
Il enchaîne sur le label NTI avec un maxi Quelle folie la nuit, un titre résolument "funky" non promu par sa maison de disques, qui entraîna un échec commercial cuisant. À noter la présence de Bob Brault, ex bassiste du groupe Martin Circus, tout comme celle de Thomas Bangalter fondateur du groupe Daft Punk ainsi que de Gerard Bangalter qui gère notamment la carrière de Laroche-Valmont et des Gibson Brothers entre autres. Parmi les autres personnalités ayant participé à l'enregistrement de ce disque Patrick Leger pour les claviers Bobby Rangel pour le saxophone et l'ingénieur du son était Patrice Kung qui avait déjà réalisé le premier album de Cunnie Williams.